# Tvåpacket
Tvåpacket är ett paket av lagstiftningsakter inom Europeiska unionen, bestående av två förordningar. Utkasten till lagstiftningsakterna presenterades av Europeiska kommissionen den 23 november 2011 och de slutgiltiga lagstiftningsakterna trädde i kraft den 30 maj 2013. Till skillnad från det föregående paketet av lagstiftningsakter, sexpacket, berör tvåpacket endast euroområdets medlemsstater. Den utgör dock en integrerad del av unionsrätten som måste godtas av varje medlemsstat som inför euron som valuta.

## Innehåll
Tvåpacket består av två förordningar som utgör en påbyggnad av stabilitets- och tillväxtpakten, inklusive sexpacket.
- Europaparlamentets och rådets förordning (EU) nr 472/2013 av den 21 maj 2013 om förstärkning av den ekonomiska övervakningen och övervakningen av de offentliga finanserna i medlemsstater i euroområdet som har, eller hotas av, allvarliga problem i fråga om sin finansiella stabilitet
- Europaparlamentets och rådets förordning (EU) nr 473/2013 av den 21 maj 2013 om gemensamma bestämmelser för övervakning och bedömning av utkast till budgetplaner och säkerställande av korrigering av alltför stora underskott i medlemsstater i euroområdet